# Памятник Герману Титову (Вьетнам)
Памятник Герману Титову во Вьетнаме установлен в 2015 году, открытие было приурочено к 80-летию со дня рождения Германа Титова. Памятник установлен в провинции Куангнинь на острове, названном в честь Германа Титова.
Инициатива установки памятника принадлежит Обществам российско-вьетнамской и вьетнамско-российской дружбы.
Торжественная церемония открытия памятника состоялась 14 сентября 2015 года.
Автором проекта памятника является скульптор Светлана Фарниева. Над установкой и оформлением памятника работал вьетнамский скульптор Лам Куанг Ной.
На церемонии открытия памятника присутствовали посол Российской Федерации во Вьетнаме Константин Внуков, председатель Общества вьетнамско-российской дружбы Дао Чонг Тхи, вдова Германа Титова Тамара Титова.

## Герман Титов во Вьетнаме
Титова во Вьетнаме называют «большим другом вьетнамского народа». Герман Титов в течение 25 лет являлся председателем Общества советско-вьетнамской дружбы, а с 1991 года был назначен почётным председателем Общества российско-вьетнамской дружбы. На этом посту он оставался вплоть до своей смерти.
Ранее, ещё в 1962 году первый президент Вьетнама Хо Ши Мин назвал именем Титова остров в заливе Халонг. Титову были присвоены две вьетнамские награды — Орден Хо Ши Мина и Орден Дружбы.

## Описание памятника
Памятник выполнен из серого мрамора, внешне представляет собой бюст, на котором Герман Титов изображён чуть ниже чем по грудь. Космонавт представлен скульптором в военном кителе, без головного убора.
Скульптура выточена из цельного куска серого мрамора.
Памятник является копией установленного в Калужской области монумента.
На постаменте размещена табличка, на которой указаны имя и фамилия Германа Титова, а также его даты жизни на вьетнамском языке.
Памятник находится в центре выложенной светлым камнем площадки у причала, к которой ведёт несколько ступеней.